# Fargesia angustissima
Espèce
Synonymes
- Arundinaria ferax Keng[2]
- Borinda angustissima (T.P.Yi) Stapleton
- Fargesia angustissima T.P.Yi
- Sinarundinaria ferax (Keng) Keng f.
- Yushania ferax (Keng) Demoly

Fargesia angustissima est une espèce de plantes monocotylédones de la famille des Poaceae, sous-famille des Bambusoideae, originaire de la province du Sichuan (Chine).
L'espèce est parfois considérée comme un synonyme de Fargesia ferax (Keng) T. P. Yi.
Ce sont des bambous vivaces, cespiteux (non-traçants), à rhizomes courts, pachymorphes, dont les chaumes ligneux peuvent atteindre 4 à 5 mètres de haut et 2 cm de diamètre. L'inflorescence est inconnue.
Les chaumes sont utilisés pour fabriquer des meubles et des outils agricoles. Les pousses sont une source d'alimentation pour les pandas géants. La plante, rustique jusqu'à -12 °C, est cultivée en occident à des fins ornementales.